# Контардо, Оскар
О́скар Алеха́ндро Конта́рдо Со́то (исп. Óscar Alejandro Contardo Soto; род. 16 мая 1974, Курико, Чили) — чилийский журналист, писатель и литературный критик.

## Биография

### Личная жизнь
Родился 16 мая 1974 года в Курико. Он был младший из трёх сыновей в семье государственных служащих. Родители его придерживались христианско-демократических взглядов. Осознал собственную гомосексуальность в раннем возрасте. В школе подвергался буллингу. Сверстники называли его «божьей коровкой» (оскорбительное слово в отношении гомосексуалов в Чили). Окончив школу, в 1992 году поступил на факультет журналистики в Университете Чили. Завершил образование в 1996 году. С 1996 по 2010 год вёл раздел «Искусство и литература» в периодическом издании «Эль-Меркурио». В 2004 году участвовал в семинарах Нового иберо-американского фонда журналистики по культурной журналистике. Он также являлся обозревателем таких периодических изданий, как газета «Ла Терсера» и журнал «Карас». В настоящее время является независимым журналистом.
Оскар Контардо — открытый гомосексуал. Он не состоит ни с кем в отношениях и не желает иметь детей, считая воспитание ребёнка для себя слишком большой ответственностью. Писатель любит собак.

### Творческая деятельность
Контардо является автором нескольких документальных книг, самыми известными из которых стали «Претенциозность. Экстремальный карьеризм, разложение и общественная жизнь в Чили» (2008), в которой он исследует феномен классовой дискриминации и аррибизма в Чили, и «Необычный. История гомосексуализма в Чили» (2011), за которую он был номинирован на премию Альтасора в 2012 году в разделе «Лучший литературный очерк».

## Сочинения
- «Стадо» (исп. Rebaño, 2018)
- «Луис Оярсун. Прогулка с богами» (исп. Luis Oyarzún: un paseo con los dioses, 2014)
- «Возвращение в семнадцать лет. Воспоминания о поколении диктатуры» (исп. Volver a los 17, recuerdos de una generación en dictadura, 2013)
- «Необычный. История гомосексуализма в Чили» (исп. Raro: una historia gay de Chile, 2011)
- «Вечная история» (исп. La historia de siempre, 2007)
- «Претенциозность. Экстремальный карьеризм, разложение и общественная жизнь в Чили» (исп. Siútico: arribismo, abajismo y vida social en Chile, 2008)
- «Эпоха восьмидесятых. Телевидение, поп-культура и андеграунд в Чили восьмидесятых» (исп. La era ochentera: tevé, pop y under en el Chile de los ochentas, 2005)